# Fenestella acuticosta
Fenestella acuticosta är en mossdjursart som beskrevs av Roemer 1860. Fenestella acuticosta ingår i släktet Fenestella och familjen Fenestellidae. Inga underarter finns listade i Catalogue of Life.